# Ньюкасл (Уиклоу)
Ньюка́сл (англ. Newcastle; ирл. An Caisleán Nua) — деревня в Ирландии, находится в графстве Уиклоу (провинция Ленстер) на трассе R761.
Местная железнодорожная станция была открыта 1 августа 1856 года и закрыта 30 марта 1964 года.

## Демография
Население — 837 человек (по переписи 2006 года). В 2002 году население составляло 851 человек.
Данные переписи 2006 года:
| Общие демографические показатели |               |                               |                               |      |      |
| Всё население                    | Всё население | Изменения населения 2002—2006 | Изменения населения 2002—2006 | 2006 | 2006 |
| 2002                             | 2006          | чел.                          | %                             | муж. | жен. |
| 851                              | 837           | −14                           | −1,6                          | 428  | 409  |